# Lacraia (futebolista)
Teófilo Batista de Carvalho, mais conhecido por Lacraia foi um futebolista brasileiro.
Ele foi um dos fundadores do Santa Cruz Futebol Clube e o primeiro negro a atuar no futebol pernambucano. Por causa dele o escudo do clube tem a cor preta. Mais do que isso: foi ele o desenhista do escudo do clube.
| “ | "Lacraia foi tão marcante no Santa Cruz que chegou a ser capitão e técnico do time ao mesmo tempo. Com ele no comando o Santa conquistou uma das maiores vitórias da sua história. Em 1917, a equipe chegou a estar perdendo por 5x1 e conseguiu, só no segundo tempo, virar para 7x5." | ” |